# Вурлам
Вурлам — река в России, протекает по Гайнскому и Кочёвскому районам Пермского края. Устье реки находится в 67 км от устья реки Лолог по левому берегу. Длина реки составляет 53 км, площадь водосборного бассейна — 589 км². Крупнейший приток Лолога.
Исток реки в лесах на границе с Кировской областью в 15 км к юго-востоку от села Сёйва. Течёт на юго-восток и восток по ненаселённому лесному массиву, русло сильно извилистое. В среднем течении образует границу Гайнского и Кочёвского районов. Впадает в Лолог в 4 км к юго-западу от посёлка Сергеевский (Иванчинское сельское поселение). Ширина реки у устья около 15 метров.

## Притоки
(указано расстояние от устья)
- река Дунайка (пр)
- 22 км: река Ольховка (пр)
- 26 км: река Берёзовка (пр)
- 36 км: река Чёрная (пр)
- 41 км: река Копья (пр)

## Данные водного реестра
По данным государственного водного реестра России относится к Камскому бассейновому округу, водохозяйственный участок реки — Кама от истока до водомерного поста у села Бондюг, речной подбассейн реки — бассейны притоков Камы до впадения Белой. Речной бассейн реки — Кама.
Код объекта в государственном водном реестре — 10010100112111100002911.